# Hvanndalir
Hvanndalir ("Kvanne-dalarna") är två dalgångar i republiken Island. Den nordliga kallas Hvanndalur och den sydliga Sýrdalur. Dalarna ligger mellan Héðinsfjörður och Ólafsfjörður på östra sidan av halvön Tröllaskagi i regionen Norðurland eystra, 270 km nordost om huvudstaden Reykjavík.

## Historia
Hvanndalir omtalas i Landnámabók, där det sägs att en viking vid namn Tormod den starke (Þormóðr inn rammi), for till Island och tog Siglufjörður och Hvanndalir. Men där råkade han i strid med landnamsmannen Olav bänk (Óláfr bekkr), som ägde Ólafsfjörður. De kämpade om Hvanndalir, men sedan sexton man hade mist livet enades de om en kompromiss: de skulle äga dalarna varannan sommar var.
Någon gång byggdes en gård i norra Hvanndalir, vilken fick samma namn som de båda dalarna och ansågs vara en av de mest otillgängliga på Island från både sjö- och landsidan. Tre av gårdens kända inbyggare var Hvanndalabröderna Bjarni, Jón och Einar Tómasson, som på biskop Guðbrandur Þorlákssons uppdrag for på upptäcktsfärd till Kolbeinsey 1616. Ett hyllningskväde om denna bedrift skrevs av Jón Einarsson i Staðarárskógur 1665, vilket är enda anledning till att expeditionen fortfarande är känd.
Gården Hvanndalir övergavs omkring 1680, och platsen var obebodd när Ólafur Olavius kom dit 1776. Han hade med sig en guide, som visade honom en plats i södra dalen kallad Ódáinsakr (”Odödlighetsåkern”), därför att där växte örter som kunde ge evigt liv. Ódáinsakr är ett välkänt begrepp i isländsk folktro, men då Olavius granskade floran kunde han inte finna den eftertraktade örten. Han tillade att trots att grönskan var frodig trodde han inte att dalarna skulle bli bebodda då de låg alltför isolerade från omvärlden.
Icke desto mindre byggdes en ny gård i Hvanndalir 1807, som var bebodd när Kristian Kaalund på 1870-talet besökte platsen, men han konstaterade att den stod ”næsten aldeles afskåret fra forbindelse med omverdenen”. Gården övergavs på 1890-talet och platsen är nu åter öde.

## Namnet
Namnet Hvanndalir betyder ”Kvanne-dalarna”. Kvanne var under medeltiden en uppskattad ölkrydda, men användes också i matlagning och som medicinalväxt. Kvanne troddes skydda mot både pest, smittkoppor och allsköns farsot, och då den kvanne som växte på Island ansågs vara den bästa, var den en eftersökt exportvara.

## Klimat
Inlandsklimat råder i trakten. Årsmedeltemperaturen i trakten är −4 °C. Den varmaste månaden är juli, då medeltemperaturen är 10 °C, och den kallaste är mars, med −10 °C.